# 卡马拉吉贝
卡马拉吉贝是巴西伯南布哥州的一个市镇。总面积48.3平方公里，总人口133554人，人口密度2765.1人/平方公里。